# Пенков
Пенков (њем. Penkow) општина је у њемачкој савезној држави Мекленбург-Западна Померанија. Једно је од 60 општинских средишта округа Мириц. Према процјени из 2010. у општини је живјело 286 становника. Посједује регионалну шифру (AGS) 13056052.

## Географски и демографски подаци
Пенков се налази у савезној држави Мекленбург-Западна Померанија у округу Мириц. Општина се налази на надморској висини од 84 метра. Површина општине износи 9,3 km². У самом мјесту је, према процјени из 2010. године, живјело 286 становника. Просјечна густина становништва износи 31 становника/km².

## Међународна сарадња
| Мјесто  | Држава               | Врста сарадње | Од    |
| ------- | -------------------- | ------------- | ----- |
|         | Шведска              | контакт       | 1991. |
| Кекфилд | Уједињено Краљевство | контакт       | 1991. |
| Извор   |                      |               |       |